# 도화선 (희곡)
《도화선》(桃花扇)은 공상임(孔尙任)이 1690년부터 1699년까지 세 차례의 개작 끝에 지은 희곡이다. 《장생전》과 비견되는 청초 전기의 명작이다.
복사(復社)의 문인 후방역(侯方域, 자는 조종(朝宗), 생몰년은 1618년~1654년)과 기녀인 이향군(李香君)의 비극적 연애를 중심으로, 명나라 망국 때의 강남 정계의 혼란을 생생하게 묘사한 장편 사극(史劇)이다. 남명의 권신 완대성(阮大鋮) 일파의 탄압을 받아 후조종이 망명하고 난 뒤 절개를 지키고 있던 이향군이 계략에 의해 강제로 다른 사람에게 시집가게 되자 후조종으로부터 선물받은 궁선(宮扇)으로 저항하다가 기절하고 이마를 깨어 선혈이 낭자하게 궁선에 뿌려진 것을 마침 그 자리에 있던 서화의 대가 양문총이 핏자국을 따라서 도화(桃花)의 그림을 그렸다는 비통한 장면을 중심으로 하여 명조 패망에 대한 통한(痛恨)을 맥맥히 그려내었다. 청초의 극장에서 이를 듣던 유로(遺老)들이 암연히 체읍(啼泣)했다는 말이 서문에 실려 있다.
구성은 긴밀, 문체는 화려하며, 소설사상의 《홍루몽》(紅樓夢)에 비길 만한 청대 문학의 걸작이다.

## 같이 보기
- 모란정

## 참고 자료
- 이정재 옮김, 《도화선》, 을유문화사, 2008년 9월 20일